# Josef Brüning-Sudhoff
Josef Brüning-Sudhoff (* 16. Februar 1866 in Amelsbüren; † 21. März 1951 ebenda) war ein deutscher Landwirt und Politiker (Zentrum).
Brüning-Sudhoff war Landwirt und Ökonomierat in Amelsbüren.

## Leben
Brüning-Sudhoff, der katholischer Konfession war, war Mitglied des Zentrums. Er war vom 23. November 1893 bis 1933 Mitglied der Gemeindevertretung Amelsbüren und dort seit dem 1. Januar 1898 Gemeindevorsteher. Seit dem 9. November 1894 war er Mitglied der Amtsversammlung des Amtes St. Mauritz und seit 1895 Amtsbeigeordneter. Er war 1931 bis 1933 Mitglied im Provinziallandtag der Provinz Westfalen. Von April bis zu seiner Abschaffung am 10. Juli 1933 gehörte er dem Preußischen Staatsrat als Stellvertreter an. Nach der Machtergreifung der Nationalsozialisten 1933 legte er alle Ämter nieder.

## Auszeichnungen
Er wurde am 12. November 1912 zum königlichen Ökonomierat ernannt. 1931 erhielt er das „Silberne Ehrenschild“ der preußischen Staatsregierung. Am 7. Februar 1946 wurde er Ehrenbürger von Amelsbüren. Die Rheinische Friedrich-Wilhelms-Universität Bonn verlieh ihm am 20. August 1949 die Würde eines Ehrendoktors der Landwirtschaft, da er als hervorragender Züchter der Vererbungswissenschaft wertvolle praktische Wege in der deutschen Tierzucht gewiesen und damit die außerordentliche Entwicklung der heimischen Landwirtschaft in wirkungsvoller Weise gefördert habe.